# Jacoona irmina
Jacoona irmina är en fjärilsart som beskrevs av Hans Fruhstorfer 1904. Jacoona irmina ingår i släktet Jacoona och familjen juvelvingar. Inga underarter finns listade i Catalogue of Life.